# Élévateur à godets
Pour les articles homonymes, voir élévateur.

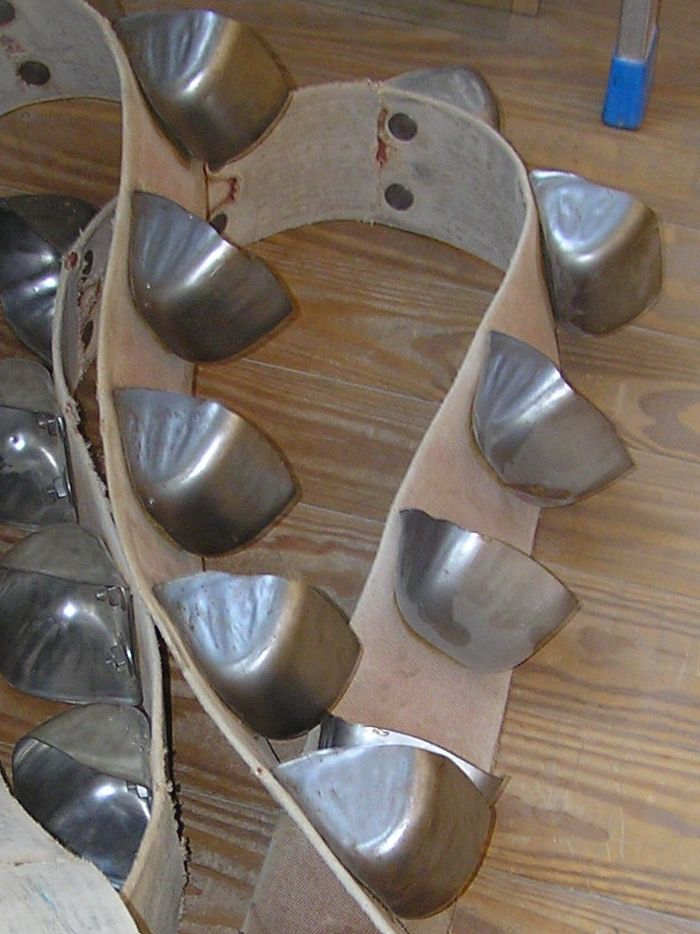
Bande d'élévateur à godets métalliques.

Un élévateur à godets est une installation assurant l'ascension de matières solides en vrac, généralement pondéreuses, à l'aide de récipients fixés à intervalles réguliers sur une bande souple ou une chaîne refermée sur elle-même.

## Constitution
On distingue dans un élévateur à godets trois sous-ensembles :
- la base de l'élévateur, où sont remplis les godets par gravité, écopage ou raclage,
- la colonne, dans laquelle la bande monte et redescend,
- le sommet de l'élévateur, où se fait la vidange des godets. Le tambour est motorisé.

## Utilisation
Les élévateurs à godets sont les plus anciens pour le transfert vertical même pour des hauteurs élevées. Les élévateurs à godets sont utilisés pour le transport des produits en vrac, étant en état poussiéreux, en grains ou en petits morceaux. Ils sont utilisés en l’industrie chimique, sidérurgique ou alimentaire.

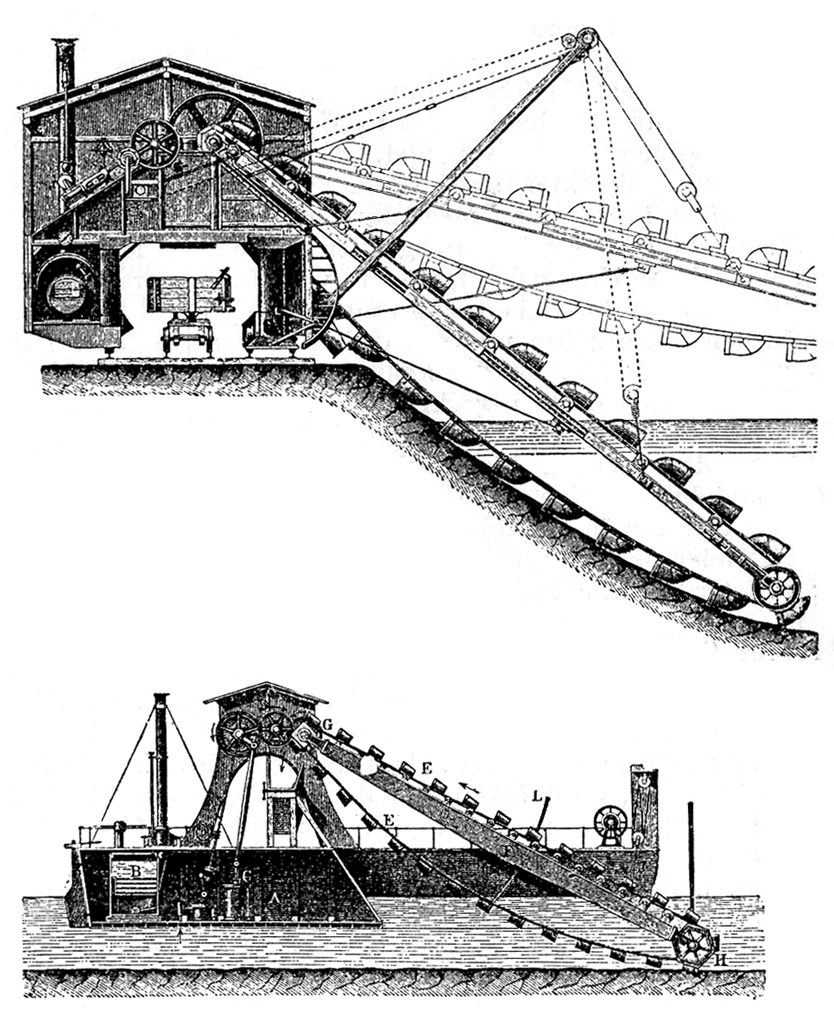
Principe de la drague à godets.

Les élévateurs à godets peuvent être utilisés partout où des charges pondéreuses (sable, blé, charbon...) doivent être montées verticalement. Les critères d'adoption de cette solution sont généralement :
- la compacité, obtenue grâce à une montée verticale de la charge et une emprise au sol limitée,
- la continuité du débit,
- le coût d'installation et de fonctionnement.

Les débits de matière sont généralement très inférieurs à ceux des bandes transporteuses ou les skips.
Ce type d'installation étant assez proche de la traditionnelle noria, on peut naturellement retrouver son principe pour les matières liquides, comme les pompes à godets ou les dragues à godets